# Torrey Canyon
El Torrey Canyon  fue el primero de los grandes superpetroleros, capaz de transportar una carga de 120 000 toneladas de petróleo, y que se hundió en el sur de la costa de Inglaterra en 1967, provocando un desastre ecológico. En ese momento, era el barco más grande que jamás había naufragado.
Fue construido en los Estados Unidos en 1959, con una capacidad original de 60 000 t, pero aumentada a 120 000 t más tarde en Japón. En el momento del accidente era propiedad de Barracuda Tanker Corporation, una subsidiaria de la Union Oil Company de California, bajo control de British Petroleum. Medía casi 300 m de eslora.

## Accidente y hundimiento
Su último viaje bajo bandera liberiana partió de Mena Al-Ahmadi, Kuwait, el 19 de febrero de 1967 con una carga completa de petróleo, y alcanzó las Islas Canarias el 14 de marzo. Desde allí, continuó su ruta hacia Milford Haven.
El 18 de marzo de 1967, por culpa de un error de navegación, el Torrey Canyon encalló cerca de las Islas Sorlingas, provocando uno de los mayores desastres ambientales en las costas de Inglaterra y Francia.
Este fue el primer gran vertido de crudo de la historia, por lo que no había ninguna planificación a seguir. Se acometieron varios intentos sin éxito de reflotar el barco, y un miembro del equipo de salvamento falleció. Los intentos de utilizar productos químicos dispersantes para contener el petróleo tuvieron también poco éxito, debido a su inoperancia en alta mar.
En un esfuerzo por incendiar el petróleo del buque y reducir el crudo vertido, el primer ministro Harold Wilson autorizó el bombardeo por la Real Fuerza Aérea británica con napalm y otros explosivos.
Alrededor de 180 km de costas inglesas y 80 km de costas francesas fueron contaminadas, y murieron unas 15.000 aves marinas aproximadamente, junto a una enorme cantidad de organismos marinos en las 380 km² que se dispersó la mancha de petróleo. Mayor aún fue el daño causado por el uso de detergentes para intentar controlar la mancha. Más de 10 000 ton de sustancias químicas fueron utilizadas sobre el petróleo para emulsionarlo y recogerlo.
En 1968 el cantautor francés Serge Gainsbourg compuso y grabó la canción Torrey Canyon alusiva al impacto político y ambiental del derrame petrolero en el mar y las costas europeas.
El desastre del Torrey Canyon condujo a una profunda reestructuración de las normas internacionales de navegación, sobre todo en lo referente a la responsabilidad civil de las compañías y a la prevención de desastres ambientales del mismo tipo.